# Jean-François Millet
Jean-François Millet (n. 4 octombrie 1814, Gréville, Basse-Normandie, Franța – d. 20 ianuarie 1875, Barbizon, Île-de-France, Franța) a fost un pictor francez din secolul al XIX-lea. Împreună cu  Jean-Baptiste Camille Corot,  Théodore Rousseau, Charles-François Daubigny formează grupul Școlii de la Barbizon.

## Viața și Opera
Jean-François Millet s-a născut pe 4 octombrie 1814 într-o familie de țărani înstăriți, la Gruchy, în apropiere de Cherbourg. Moșia părintească se întindea pe colina de pe malul canalului La Manche. Pictura l-a atras pe Millet foarte devreme, în 1833 pleacă la Cherbourg, unde își începe studiile sub îndrumarea peisagistului Mouchel. Începând cu anul 1835, se dedică exclusiv picturii.
La Paris, Millet este admis la Academia de Arte Frumoase și se înscrie la atelierul lui Paul Delroche. Când în 1839 i se sfârșește bursa, Millet își acoperă cheltuielile pictând portrete. În anul 1841 se căsătorește cu Pauline-Virginie Ono, împreună se mută la Paris. În această perioadă - denumită mai târziu "perioada înflorată" - Millet pictează tablouri frivole și senzuale sub influența stilului rococo, după exemplul lui Jean-Honoré Fragonard. În anul 1844, Pauline moare de tuberculoză, iar Millet se întoarce la Cherbourg.
După doar un an, 1845, Millet se mută la Le Havre împreună cu noua prietenă, Catherine Lemaire. Aici pictează portrete și scene păstorești. La sfârșitul aceluiași an, se reîntoarce la Paris și cunoaște pictori ca Constant Troyon, Narcisse Diaz de la Peña, Honoré Daumier, Antoine Louis Barye, Théodore Rousseau. Reușește să-și expună tablourile în diverse galerii. Se împrietenește cu Alfred Sensier, cu care va coresponda până la sfârșitul vieții și care va scrie în 1881 o amplă monografie asupra vieții și operei artistului.
Când revoluția din februarie 1848 pune capăt domniei regelui Ludovic Philip și ia naștere efemera "A Doua Republică" (1848-1852), Millet păstrează distanță față de aceste evenimente. Tabloul său intitulat Vânturarea grâului a fost totuși cumpărat cu cinci mii de franci de ministerul de interne al guvernului provizoriu, un preț exorbitant pentru acel timp. A mai primit și alte comenzi de stat în valoare de 1800 de franci.

### Stabilirea la Barbizon
Aceste sume îi oferă lui Millet posibilitatea de a părăsi Parisul. În iunie 1849, pleacă împreună cu prietenul său, sculptorul Charles Jacque, la Barbizon, așezare aflată în pădurea Fontainebleau. Millet va ajunge împreună cu prietenul său, pictorul Théodore Rousseau, conducătorul grupului de artiști, care mai târziu va căpăta denumirea "Școala de la Barbizon".
În sfârșit apar și cumpărătorii amatori de pictură, ceea ce îi oferă un venit regulat, deși modest. În anii cincizeci este vizitat din ce în ce mai des de pictori de peste ocean. Din  această perioadă datează, printre alte opere, celebrul tablou intitulat Culegătoarele de spice (1857) (reprezentând un aspect al mottainai-ului). Critica reproșează artistului că a avut curaj să înfățișeze trei țărănci cărora li s-a permis să adune spicele rămase pe câmp după recoltă și este acuzat de un realism exagerat de radical. Alți critici apreciază în schimb meticulozitatea autorului în elaborarea temei, descoperind inițierea unei noi tendințe în artă. Millet a zugrăvit cu un talent incontestabil munca și oboseala fizică a acestor țărănci. În planul al doilea al tabloului se desfășoară secerișul, la care nu iau parte personajele principale din pictură, dovadă a nedreptății vieții țărănești.
În 1867, cu ocazia Expoziției Universale, are loc și expoziția sa retrospectivă. În 1870, din cauza războiului, se mută pentru șase luni într-o localitate aproape de Cherbourg. În 1871, când capitala Franței este cuprinsă de tulburările revoluționare, Millet refuză să devină membru al Uniunii Artiștilor Adepți ai Comunei. Din ce în ce mai bolnav, nu reușește să execute comanda decorării Pantheonului cu scene din viața Sfintei Genoveva.
Moare pe 20 ianuarie 1875, la Barbizon.

### Galerie
Tabloul Gospodărie la Gréville a fost pictat în Normandia și este o operă de o importanță deosebită, fiind precursoare a impresionismului. Gama coloristică a pictorului este foarte bogată. Așează alături culoarea cald-roșiatică a pereților și tonurile luminoase ale cerului, precum și verdele vegetației.
Tabloul intitulat Angelus este lucrarea cea mai cunoscută a lui Millet, în care artistul a dorit să zugrăvească pioșenia țăranilor vremii sale. Valoarea lui a crescut de la 1000 de franci, când a fost vândut pentru prima dată în 1860, la 800.000 de franci în 1890, când a fost recuperat pentru Muzeul Louvre din Paris.

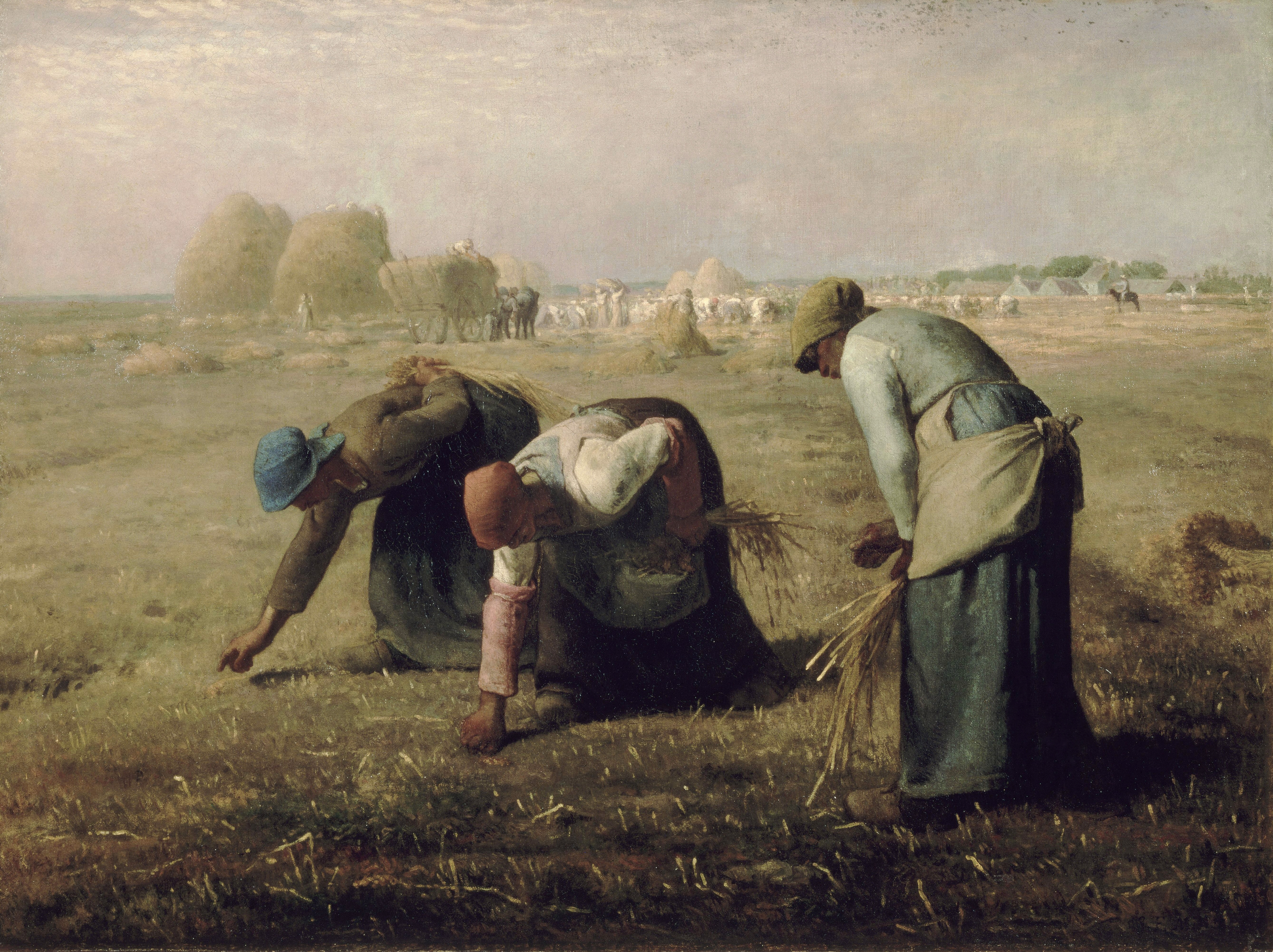
Culegătoarele de spice
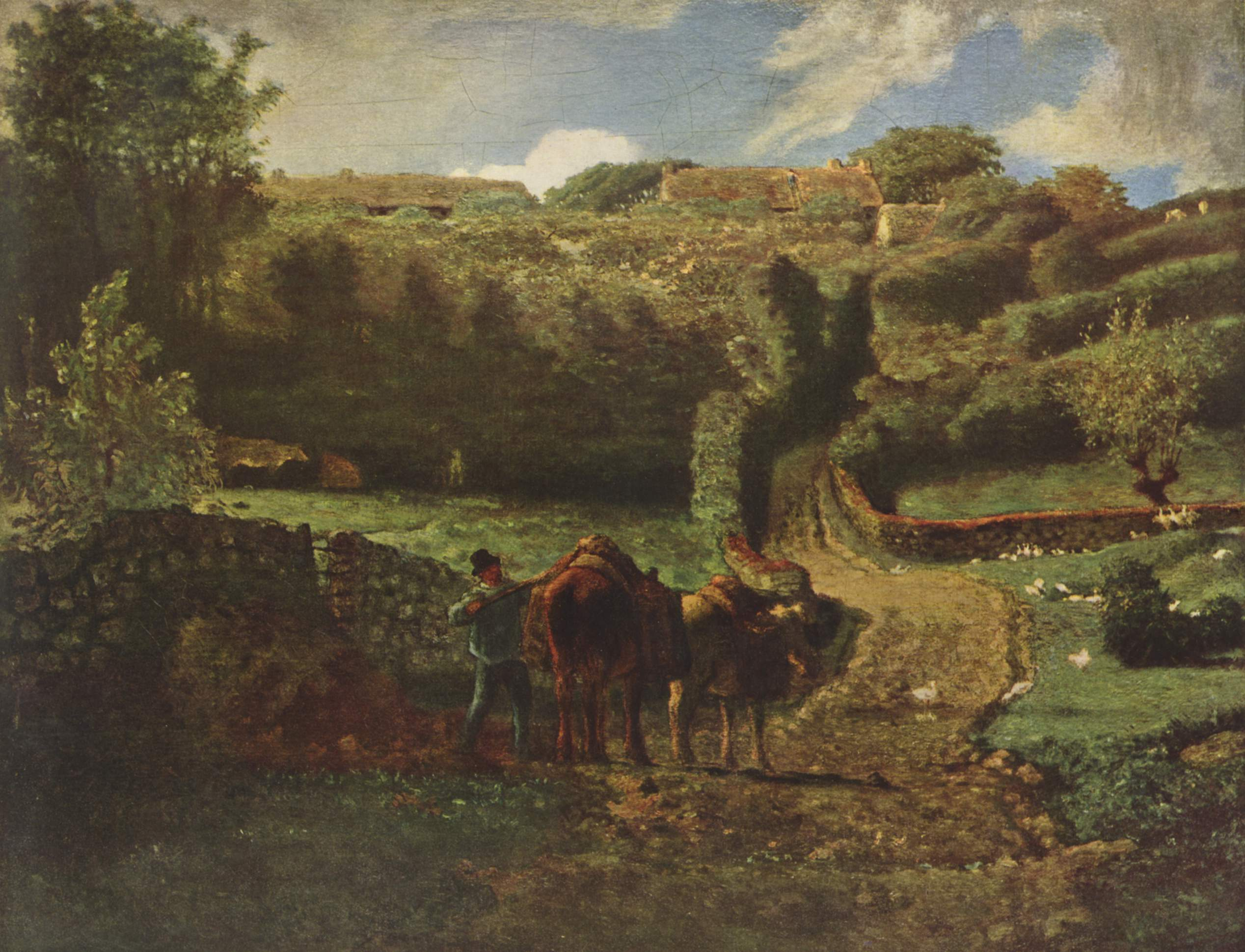
Gospodărie la Gréville, 1855. Musée des Beaux Arts, Reims
Angelus - Rugăciune pe câmp, 1857-1859. Muzeul Orsay, Paris
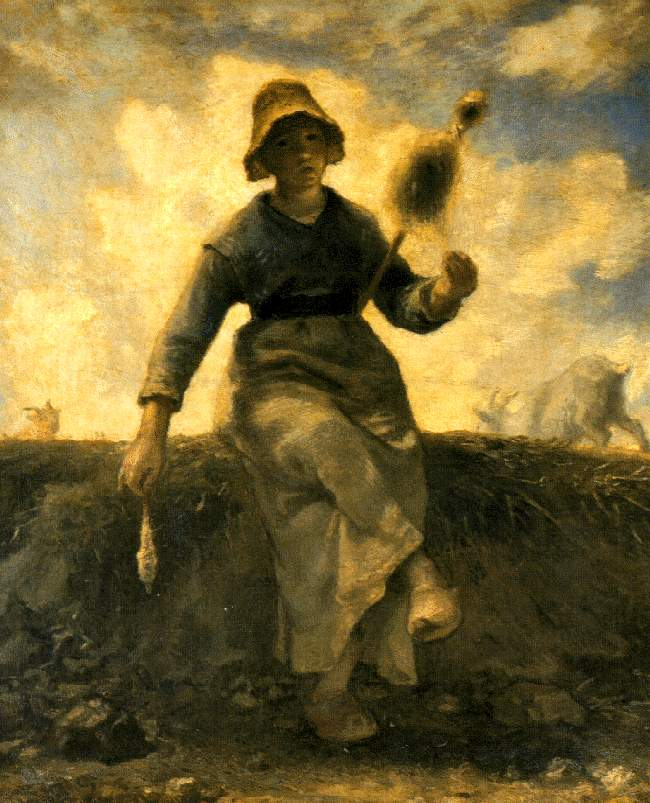
Păstoriţe torcătoare din Overnie, 1868-1869. Muzeul Orsay, Paris
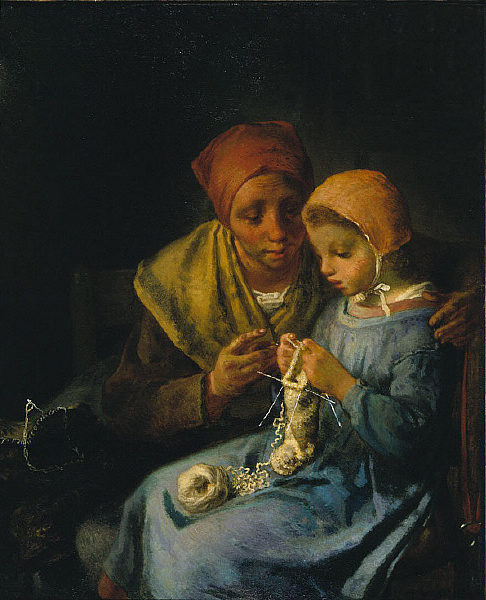
Lecţia de tricotat, 1868-1869. Muzeul Orsay, Paris

În tabloul Păstorițe torcătoare din Overnie, Millet realizează efectele naturale ale cerului prin pictarea tușelor transparente ale albului norilor pe albastrul dens al cerului. Folosindu-se de procedeul luminării unor detalii și lăsării în umbră a altora, el obține modelarea personajului atât de plastic, încât acesta devine aproape palpabil.
Cu tabloul Lecția de tricotat, Millet demonstrează calitatea sa de colorist extraordinar. Nuanțele de albastru se potrivesc foarte bine cu galbenul dintr-o parte veșmintelor. Iluminarea este echilibrată de razele de lumină care cad pe mâinile sârguincioase ale copilei. Compoziția amintește de tabloul lui Johannes Vermeer, Femeie lucrând dantelă.